# Cascante
Cascante ist eine spanische Kleinstadt mit 4.131 Einwohnern (Stand: 2024) in der Autonomen Gemeinschaft Spaniens Navarra im Nordosten des Landes.
Der Ort, eine Gründung der Keltiberer, liegt auf halber Strecke zwischen Saragossa und Logroño acht Kilometer südöstlich Tudelas, 104 km südlich der Provinzhauptstadt Pamplona. Er liegt im nichtbaskischen Sprachgebiet.

## Söhne und Töchter
- Vicenta María López y Vicuña (1847–1890), Ordensgründerin, Heilige der römisch-katholischen Kirche
- Lucio Urtubia (1931–2020), Anarchist
- Francisco Javier Hernández Arnedo (* 1941), katholischer Ordensgeistlicher, emeritierter Bischof von Tianguá
- Álex Remiro (* 1995), Fußballtorwart